# توبا (ميه)
مدينة توبا (بالإنجليزية: Toba)‏ هي أحد المدن التابعة لمحافظة ميه. تأسست رسميًا في 01/11/1954. ويقدر عدد سكانها بـ 22286 نسمة حسب تقدير مكتب الإحصاء الياباني لعام 2012. تبلغ مساحة توبا 107.98 كم2. بكثافة سكانية تبلغ 206 نسمة/كم2.

## المناخ
يظهر الجدول التالي التغييرات المناخية على مدار السنة لتوبا:
| البيانات المناخية لـتوبا                     | البيانات المناخية لـتوبا | البيانات المناخية لـتوبا | البيانات المناخية لـتوبا | البيانات المناخية لـتوبا | البيانات المناخية لـتوبا | البيانات المناخية لـتوبا | البيانات المناخية لـتوبا | البيانات المناخية لـتوبا | البيانات المناخية لـتوبا | البيانات المناخية لـتوبا | البيانات المناخية لـتوبا | البيانات المناخية لـتوبا | البيانات المناخية لـتوبا |
| الشهر                                        | يناير                    | فبراير                   | مارس                     | أبريل                    | مايو                     | يونيو                    | يوليو                    | أغسطس                    | سبتمبر                   | أكتوبر                   | نوفمبر                   | ديسمبر                   | المعدل السنوي            |
| -------------------------------------------- | ------------------------ | ------------------------ | ------------------------ | ------------------------ | ------------------------ | ------------------------ | ------------------------ | ------------------------ | ------------------------ | ------------------------ | ------------------------ | ------------------------ | ------------------------ |
| متوسط درجة الحرارة الكبرى °م (°ف)            | 9.0 (48.2)               | 9.5 (49.1)               | 13.0 (55.4)              | 18.6 (65.5)              | 22.7 (72.9)              | 25.9 (78.6)              | 29.8 (85.6)              | 31.0 (87.8)              | 27.4 (81.3)              | 21.9 (71.4)              | 16.6 (61.9)              | 11.7 (53.1)              | 19.8 (67.6)              |
| متوسط درجة الحرارة الصغرى °م (°ف)            | 1.7 (35.1)               | 1.8 (35.2)               | 4.4 (39.9)               | 9.3 (48.7)               | 13.9 (57.0)              | 18.2 (64.8)              | 22.4 (72.3)              | 23.5 (74.3)              | 20.4 (68.7)              | 14.6 (58.3)              | 8.9 (48.0)               | 3.9 (39.0)               | 11.9 (53.4)              |
| الهطول مم (إنش)                              | 77.1 (3.04)              | 95.1 (3.74)              | 182.8 (7.20)             | 203.0 (7.99)             | 260.2 (10.24)            | 266.6 (10.50)            | 197.8 (7.79)             | 205.2 (8.08)             | 397.4 (15.65)            | 257.6 (10.14)            | 148.3 (5.84)             | 68.3 (2.69)              | 2٬359٫4 (92.9)           |
| ساعات سطوع الشمس الشهرية                     | 159.8                    | 156.4                    | 172.5                    | 179.2                    | 176.4                    | 140.5                    | 174.2                    | 198.1                    | 143.5                    | 151.3                    | 153.9                    | 166.4                    | 1٬972٫2                  |
| المصدر: وكالة الأرصاد الجوية اليابانية (JMA) |                          |                          |                          |                          |                          |                          |                          |                          |                          |                          |                          |                          |                          |

## توأمة
لتوبا (ميه) اتفاقيات توأمة مع:
- سانتا باربارا

## أعلام
- ميكيموتو كويتشي